# Reentrada atmosférica

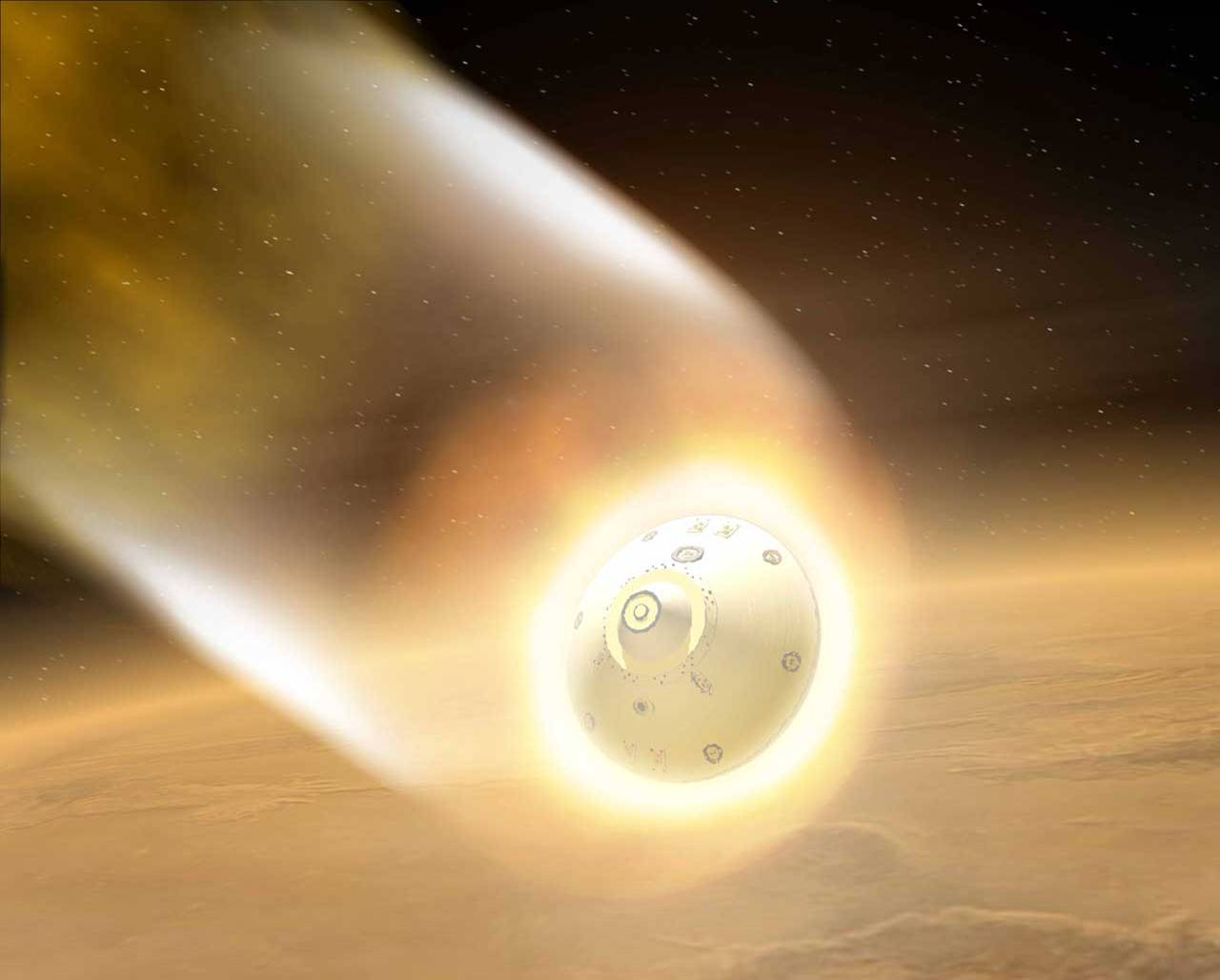
Recreación del aeroescudo de la sonda Mars Exploration Rover (MER).

El reingreso o la reentrada atmosférica es el movimiento, desde el espacio exterior, de objetos naturales o hechos por humanos, a través de la atmósfera de un planeta. En el caso de la Tierra desde una altitud por encima del "límite del espacio". Al referirse a reentrada atmosférica a menudo se entiende el proceso de reentrada controlada de vehículos que intentan alcanzar la superficie de un planeta intactos, pero el concepto también incluye casos no controlados (o escasamente controlados), tales como los sucesos intencionados o circunstanciales, el desorbitado destructivo de satélites y la caída al planeta de "chatarra espacial" debida al deterioro orbital.
Los vehículos típicos que se someten a este proceso incluyen los que regresan desde órbita, en el caso de naves espaciales, y aquellos en trayectorias exo-orbitales durante vuelos suborbitales, como los vehículos de reentrada ICBM o alguna nave espacial. Normalmente este proceso requiere métodos especiales de protección contra el calentamiento aerodinámico. Se han desarrollado varias tecnologías avanzadas para permitir la reentrada atmosférica y el vuelo a velocidades extremas.

## Sistemas de protección térmica
Un sistema de protección térmica o TPS es la barrera que protege una nave espacial durante el abrasador calor de la reentrada atmosférica. Un objetivo secundario puede ser proteger la nave espacial contra el calor y el frío del espacio mientras está en órbita. Se utilizan múltiples enfoques para la protección térmica de naves espaciales, entre ellos escudos térmicos ablativos, enfriamiento pasivo y enfriamiento activo de superficies de naves espaciales.

### PICA-X
Una versión mejorada y más fácil de producir llamada PICA-X fue desarrollada por SpaceX en 2006-2010 para la cápsula espacial "Dragon". La primera prueba de reentrada de un escudo térmico PICA-X fue en la misión Dragon C1 el 8 de diciembre de 2010. El escudo térmico PICA-X fue diseñado, desarrollado y totalmente calificado por un pequeño equipo de sólo una docena de ingenieros y técnicos en menos de cuatro años. PICA-X es diez veces menos costoso de fabricar que el material de escudo térmico de la NASA PICA.
La nave espacial Dragon 1 usó PICA-X versión 1 y posteriormente fue equipada con la versión 2. La nave espacial Dragon V2 usa PICA-X versión 3. SpaceX ha indicado que cada nueva versión de PICA-X mejora principalmente la capacidad de blindaje térmico en lugar del Coste de fabricación.

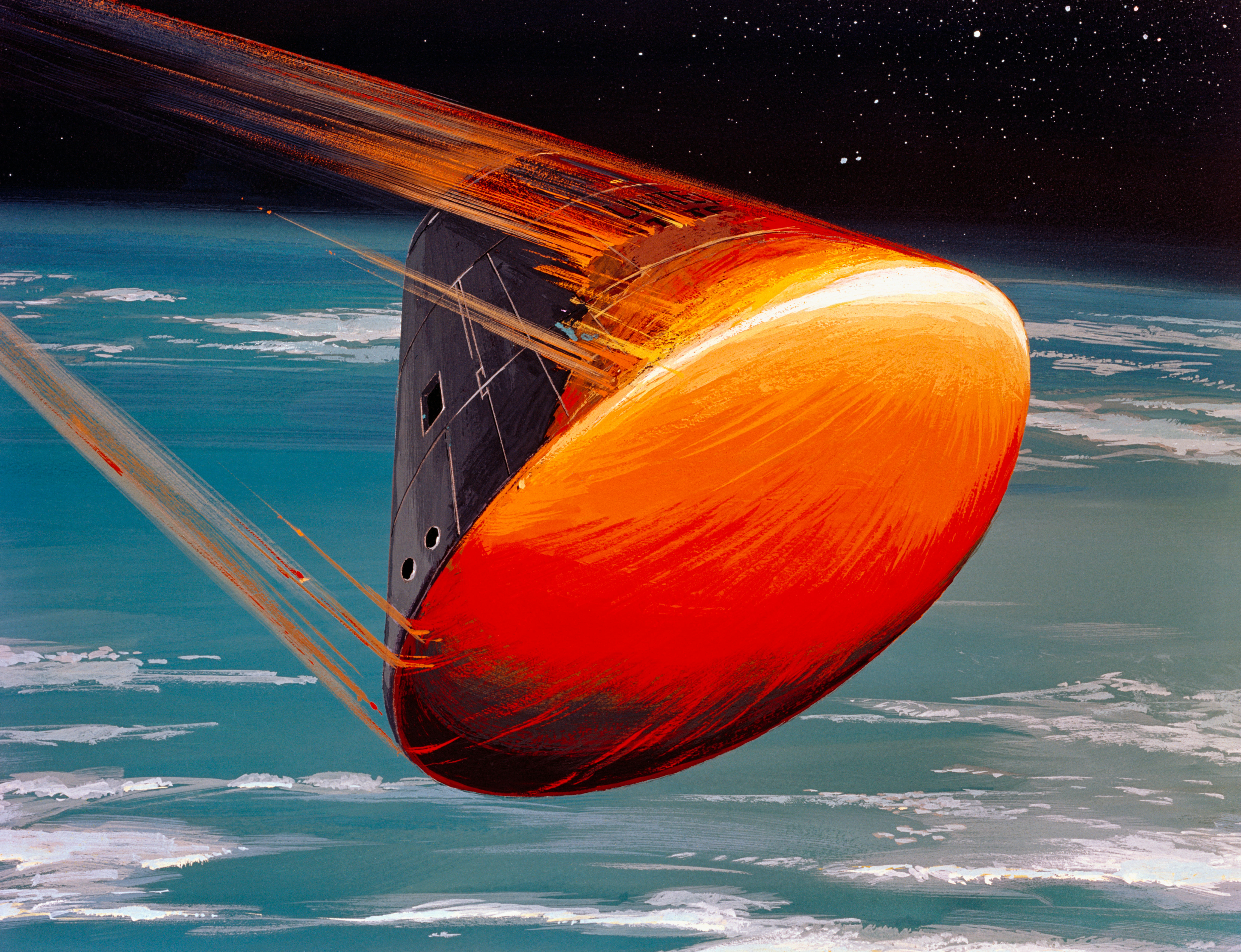
Recreación del módulo de mando del programa Apolo volando con un alto ángulo de ataque para la reentrada.

## Países que han realizado reentradas con éxito
Reentrada orbital tripulada
- Estados Unidos (Mercury, Gemini, Apollo, Transbordador Espacial, Crew Dragon)
- Rusia (Vostok, Soyuz)

- China (Programa Shenzhou)

Reentrada orbital no tripulada
- Estados Unidos
- Rusia
- China (Fanhui Shi Weixing (FSW))
- India (Space Recovery Experiment (SRE))
- Japón (OREX, USERS)
- Unión Europea (Atmospheric Reentry Demonstrator (ARD), Huygens)